# Presles, Calvados
Presles är en kommun i departementet Calvados i regionen Normandie i norra Frankrike. Kommunen ligger i kantonen Vassy som ligger i arrondissementet Vire. År 2018 hade Presles 275 invånare.

## Befolkningsutveckling
Antalet invånare i kommunen Presles
Referens:INSEE